# カミラ・ワリエワ
カミラ・ワレリエヴナ・ワリエワ（タタール語: Камилә Вәлиева, Kamilä Välieva、露: Ками́ла Вале́рьевна Вали́ева、英: Kamila Valeryevna Valieva、2006年4月26日 - ）は、ロシアのフィギュアスケート選手（女子シングル）。
主な戦績として、2021年スケートカナダ優勝、2021年ロステレコム杯優勝、2020年世界ジュニア選手権優勝、2019年ジュニアグランプリファイナル優勝などがある。2021年のシニアデビュー以降、世界最高得点を計7回更新しており、ショートプログラム・フリースケーティング・総合得点の全てにおいて現在の世界記録保持者である。

## 人物
2006年4月26日にロシア、カザンで生まれた。テュルク系民族（ヴォルガ・タタール人）である。身長163センチメートル。
あまりにも強すぎるため他の選手が「絶対に勝てない」と意気消沈するのではないかという推測から、日本のファンからは「絶望」と異名を付けられている。
2019年にファンから贈られたリョーバ（Лёва）という名前のポメラニアンを1匹飼っている。趣味はダンス。

## 経歴

### ノービス時代
2009年にスケートを始めた。2012年に両親の転職でモスクワに移り、2014–15シーズンよりマリーナ・クドリャフツェワをコーチにした。2015–16シーズンよりスタニスラフ・コバリョフをコーチにした。2017年ロシアノービス選手権年少で優勝。2018–19シーズンよりエテリ・トゥトベリーゼに師事することになった。2019年ロシアノービス選手権年長で優勝した。

### ジュニア時代

#### 2019–20シーズン：世界ジュニア選手権優勝

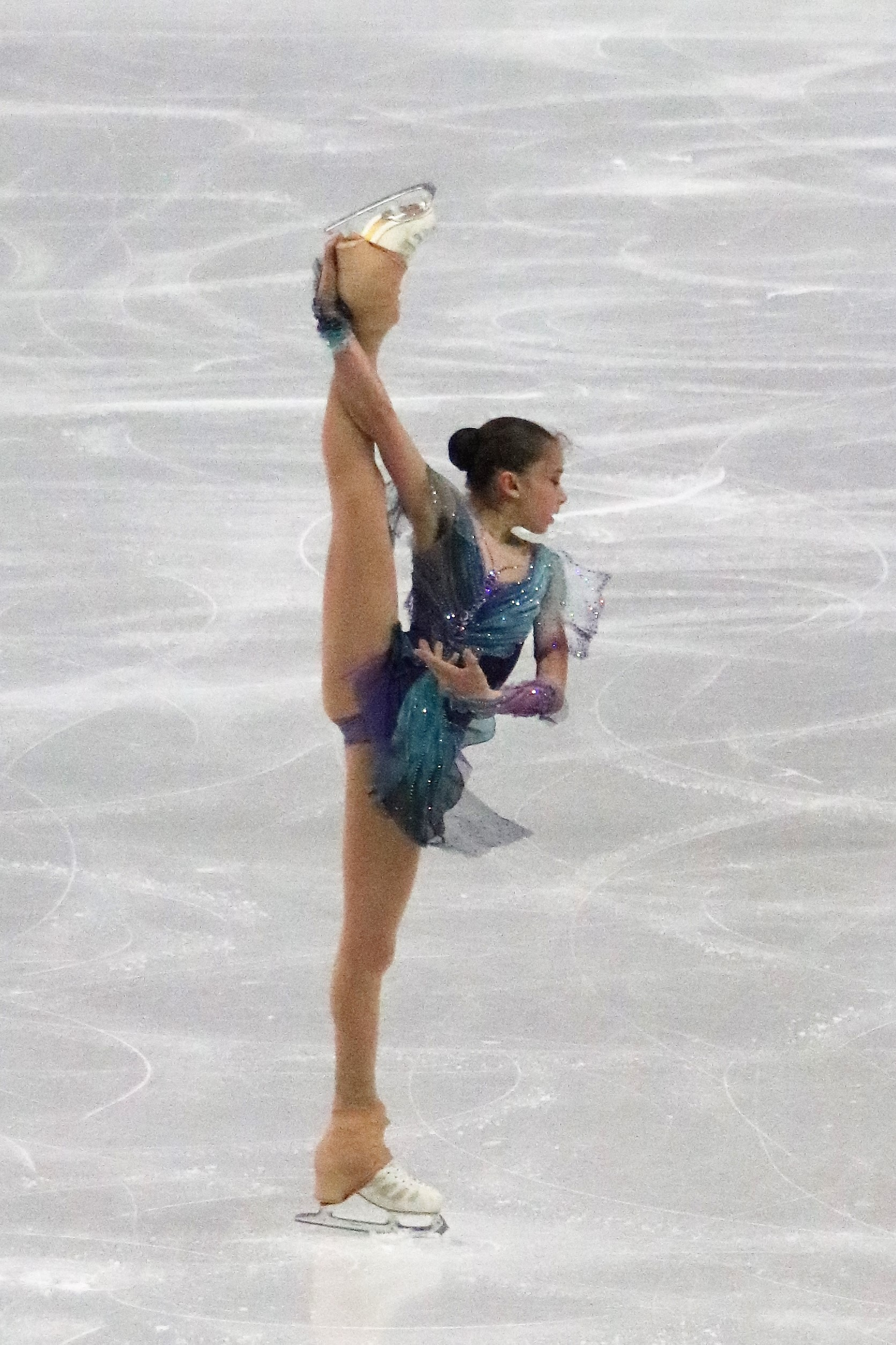
2019年JGPファイナルにて

ジュニアに上がりジュニアグランプリシリーズに参戦。初戦のクールシュヴェル杯では、ショートプログラムで3位発進となったが、フリースケーティング（フリー）では4回転トウループを成功させ、優勝を果たした。2戦目のチェリャビンスク杯でも優勝を果たし、ジュニアグランプリファイナルに進出。ジュニアグランプリファイナルではショートプログラムで4位と出遅れたものの、フリーで逆転し初優勝を飾った。
ロシアジュニア選手権で優勝を果たし、世界ジュニア選手権の代表に選ばれる。世界ジュニア選手権では、ショートプログラムでジュニアの世界最高得点を叩き出し、フリーでは4回転トウループからの連続ジャンプを成功させ、完全優勝を果たした。

#### 2020–21シーズン
新型コロナウイルス流行の影響により、ジュニアグランプリシリーズはすべて中止となった。シニアのテストスケートに飛び級で参加し、新プログラムを披露した。国内大会のロシア杯第2戦に出場し、アレクサンドラ・トゥルソワに次ぐ2位となる。ロシア杯第5戦ではショートプログラムで3回転アクセルに挑戦し、ステップアウトながら着氷した。フリーでは4回転トウループを2本成功させ、50点以上の差をつけ優勝を果たした。
12月に行われたロシア選手権ではアンナ・シェルバコワに次ぐ銀メダルを獲得した。2月にはロシア国内のチーム対抗戦チャンネルワン杯に出場し、非公認ながらショートプログラムで90.25点、フリーで179.19点、合計269.44点の高得点を叩き出した。3月のロシア杯ファイナルでは、フリーで4回転を3本、3回転アクセルを1本入れる超高難度の構成に挑んだ。失敗が続いたものの、2位のマイア・フロミフを2.04点上回り優勝を果たした。

### シニア時代

#### 2021–22シーズン：欧州選手権優勝、世界記録更新
シニア国際大会デビュー戦となった2021年フィンランディア杯では、ショートプログラムで3回転アクセルの転倒もあり3位発進。フリーでは2種類3本の4回転ジャンプを成功させて、フリー・総合得点ともに世界最高得点を記録し優勝を果たした。グランプリシリーズ初戦のスケートカナダでは、フリーで3本の4回転ジャンプを成功させ、フリー・総合得点ともに自身の持つ世界最高得点を更新し、優勝を果たした。2戦目のロステレコム杯ではフリーで3本の4回転ジャンプに加え3回転アクセルも成功させ、ショートプログラム・フリー・総合得点全てで世界最高得点を更新し、優勝を果たした。ロシア選手権では初優勝を飾った。欧州選手権ではショートプログラムで女子シングル史上初となる90点台をマークし、優勝を果たした。
北京オリンピックではロシアオリンピック委員会（ROC）の一員として団体戦に出場。ショートプログラムでは欧州選手権で自身がマークした世界最高得点に迫る90.18点で1位。フリーでは演技後半の4回転トウループで転倒するも、178.92点で1位となり、ROCの総合1位に貢献した。しかし、自身のドーピング疑惑の影響で、団体戦の成績はこの問題が解決するまで暫定的なものとして扱われることとなり、団体戦のメダル授与式は延期となった（詳細は後述の#ドーピング疑惑を参照）。その後はスポーツ仲裁裁判所による裁定が行われ、個人戦女子シングルへの出場が認められた。個人戦ショートプログラムでは3回転アクセルで着氷が乱れるも82.16点で首位発進。最終滑走で迎えたフリーでは2度転倒するなどミスを連発し、141.93点で総合4位（暫定）となった。
北京オリンピック終了後、ロシアがウクライナに軍事侵攻を始めた影響で、3月の世界選手権ではロシアの選手を除外することが発表されたため、初の世界選手権出場は叶わなかった。3月に行われたロシア国内のチーム対抗戦チャンネルワン杯ではショートプログラムで1位、フリーでは173.88点をマークし、シェルバコワに次ぎ2位となった。

#### 2022–23シーズン
9月、国内テストスケートに参加し、自身のドーピング疑惑騒動をモチーフにしたという新しいフリープログラムを披露した。ウクライナ軍事侵攻の影響でロシアとベラルーシの選手が国際大会から除外されていることを受け、ロシア国内でグランプリシリーズが開催された。ワリエワは第1戦モスクワ大会に出場し、優勝を果たした。地元のカザンで行われた第3戦でも優勝し、ロシアグランプリ2連勝を果たした。ロシア選手権では冒頭の3回転アクセルが1回転になるミスで4位と出遅れる。フリーでは2本の4回転トウループを成功させ首位に立ち、総合でソフィア・アカチエワに次ぐ2位となった。3月に行われたロシアグランプリファイナルではアデリア・ペトロシャンに次ぎ241.76点で2位となった。

#### 2023–24シーズン
ロシアグランプリ第4戦カザン大会に出場し、フリーで4回転トウループで転倒するなどミスが出て4位となる。第6戦モスクワ大会では優勝を果たした。ロシア選手権では、ショートプログラムで81.85点をマークし首位発進。フリーでは4回転トウループで転倒し、総合3位にとどまった。

## ドーピング疑惑

### 経緯

#### 北京オリンピック期間中
2022年2月9日、元々は8日に行われる予定だった北京オリンピックフィギュアスケート団体戦の表彰式が延期されることが発表された。国際オリンピック委員会（IOC）広報担当は、国際スケート連盟（ISU）との「法的な協議」が必要な状況であることを明かした。その後、複数のメディアがワリエワのドーピング疑惑について報じ、11日に国際テスト機関（ITA）が公式声明を発表した。内容は、2021年12月に行われたロシア選手権のドーピング検査において、ワリエワの検体から禁止薬物であるトリメタジジンについて陽性反応が出たというものだった。検査はストックホルムにある検査機関で行われ、団体戦終了後の8日に結果が届いたと発表された。
2月8日、ロシア反ドーピング機関（RUSADA）はワリエワに一時的な資格停止処分を下したが、RUSADAの独立機関「反ドーピング規律委員会」により、9日に資格停止が解除された。IOCと世界反ドーピング機構（WADA）はこの決定を不服とし、11日にスポーツ仲裁裁判所（CAS）に提訴した。CASは13日に公聴会を開き、14日にワリエワの個人戦出場を認める裁定を下した。決定の理由として、16歳未満はWADAの規定で「要保護」の対象であること、検査の結果通知が遅れたのはワリエワの落ち度ではないことなどを挙げ、「五輪出場を妨げることは彼女に取り返しのつかない害をもたらす」と指摘した。IOCはこれを受け、団体戦のメダル授与式は大会期間中には行わないこと、女子シングル個人戦でワリエワが上位3位に入った場合もメダルの授与式は行わないことを発表した。結果的にワリエワは4位となり、18日に女子シングルの表彰式が行われ、4位以下の成績は暫定として扱われることとなった。

#### 北京オリンピック終了後
2022年9月17日にはRUSADAの調査が終了し、秋に開催される聴聞会で結果が公表される見込みと報じられた。しかし、10月21日になってRUSADAは当時のワリエワが15歳という保護対象者にあたることを理由にドーピング検査結果を公表しないと声明。11月14日、WADAがワリエワの4年間の競技出場停止と北京オリンピックでの団体戦金メダルの剥奪を要求したことがCASによって発表された。2023年1月13日、RUSADAがワリエワについて資格停止処分を科さない判断をしたことをWADAが発表した。WADAは2月21日、この判断を不服としてCASに提訴したと発表した。
2024年1月29日、CASは2021年12月25日から4年間の資格停止処分および同日以降に出場した全ての競技会の成績を失格にすることを発表した。ISUはこれを受け、北京オリンピック団体戦2位のアメリカが金メダル、3位の日本が銀メダルに繰り上がり、ワリエワの結果を取り消したことで1位のROCは銅メダルになることを発表した。また、2022年1月に出場した欧州選手権の成績も取り消されることとなった。

### 余波
IOCの決定により北京オリンピック団体戦の結果が暫定なものとなったため、2位のアメリカと3位の日本の選手団には、大会から1年以上経ってもメダルが授与されないという異例の事態となった。2023年2月にはアメリカのスケート連盟が空のメダルケースを持った選手たちの写真をSNSに投稿し、「公正かつ適切な裁定を下すことを求めます」と声明を発表した。9月には北京オリンピックアメリカ代表選手ヴィンセント・ジョウが国際的なアスリート団体『Global Athlete』の公式サイトで声明を発表。IOCやCAS、RUSADAの決定に対する不満を表明した。
また、この一連の騒動によりフィギュアスケート競技の年齢制限に関する議論が巻き起こった。北京オリンピック終了後の2月19日、ISUはフィギュアスケートのシニア出場年齢について、現行の15歳から17歳への引き上げを検討していることを明らかにした。その後、6月7日にタイで開かれたISU総会において、出場年齢の段階的な引き上げが正式に決定した。
2024年7月25日、ワリエワがドーピング違反で失格処分となった事に対する、ロシア側からの異議申し立てについて、スポーツ仲裁裁判所は同日付で同国からの訴えを棄却したため、アメリカが1位、日本が2位に順位が繰り上がることが確定した。これを受けて、IOCはアメリカと日本の選手をパリオリンピックに招待し、同大会開催期間中である同年8月7日にメダル授与式を行うことを発表した。

## 技術・演技

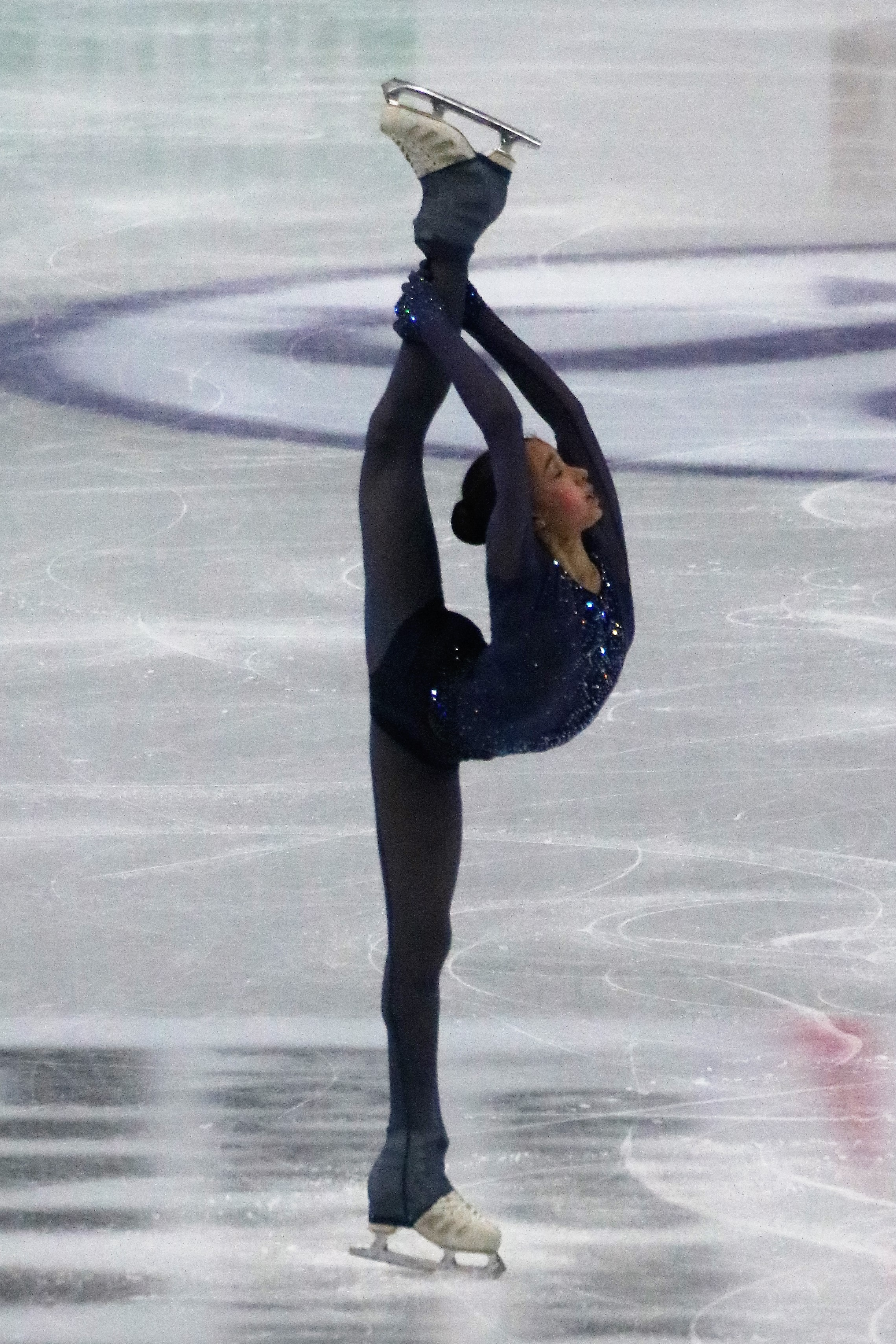
ワリエワのキャンドルスピン

アクセルを含む全6種類の3回転ジャンプを跳ぶことができる。2022年北京オリンピックの団体戦ショートプログラムでは冒頭で3回転アクセルを成功させ、オリンピックで3回転アクセルを成功させた史上4人目の女子選手（ロシア初）となった。
4回転ジャンプはサルコウとトウループの2種類を試合で成功させており、4回転トウループ+3回転トウループや4回転トウループ+1回転オイラー+3回転サルコウなど難易度の高い連続ジャンプを跳ぶことができる。北京オリンピックの団体戦フリーでは2本の4回転ジャンプを成功させ、オリンピックで4回転を成功させた初の女子選手となった。
全てのジャンプにおいて両手を上げて跳ぶ（リッポンジャンプ）のが最大の特徴である。着氷後のフリーレッグの高さも特徴的であり、成功したジャンプは非常に高い出来栄え点（GOE）を獲得することができる。
スピンやステップでもGOE満点の「5」がつくなど高く評価されている。スピンにおいてはソチオリンピック団体戦金メダリストのユリア・リプニツカヤが得意としていたキャンドルスピンを取り入れている。

## 記録

### 世界記録更新のスコア（日付順）
- 太字は現行の世界記録
- SP - ショートプログラム
- FS - フリースケーティング

| 日付           | 得点   | 部門 | 大会                     | 備考                                                      |
| -------------- | ------ | ---- | ------------------------ | --------------------------------------------------------- |
| 2021年10月10日 | 174.31 | FS   | 2021年フィンランディア杯 | アレクサンドラ・トゥルソワの記録を更新・女子初の170点超え |
| 2021年10月10日 | 249.24 | 総合 | 2021年フィンランディア杯 | アリョーナ・コストルナヤの記録を更新                      |
| 2021年10月30日 | 180.89 | FS   | 2021年スケートカナダ     | 自身の記録を更新・女子初の180点超え                       |
| 2021年10月30日 | 265.08 | 総合 | 2021年スケートカナダ     | 自身の記録を更新・女子初の260点超え                       |
| 2021年11月26日 | 87.42  | SP   | 2021年ロステレコム杯     | アリョーナ・コストルナヤの記録を更新                      |
| 2021年11月27日 | 185.29 | FS   | 2021年ロステレコム杯     | 自身の記録を更新                                          |
| 2021年11月27日 | 272.71 | 総合 | 2021年ロステレコム杯     | 自身の記録を更新・女子初の270点超え                       |
| 2022年01月13日 | 90.45  | SP   | 2022年欧州選手権         | スポーツ仲裁裁判所の裁定により失格                        |

## 主な戦績
- GP - ISUグランプリシリーズ
- CS - ISUチャレンジャーシリーズ
- JGP - ISUジュニアグランプリシリーズ
- J - ジュニアクラス

| 大会名                 | 2019–20 | 2020–21 | 2021–22 | 2022–23 | 2023–24 |
| ---------------------- | ------- | ------- | ------- | ------- | ------- |
| 冬季オリンピック       |         |         | 失格    |         |         |
| 冬季オリンピック団体戦 |         |         | 失格    |         |         |
| 欧州選手権             |         |         | 失格    |         |         |
| GP ファイナル          |         |         | 中止    |         |         |
| GP スケートカナダ      |         |         | 1位     |         |         |
| GP ロステレコム杯      |         |         | 1位     |         |         |
| CS フィンランディア杯  |         |         | 1位     |         |         |
| 世界ジュニア選手権     | 1位     |         |         |         |         |
| JGP ファイナル         | 1位     |         |         |         |         |
| JGP チェリャビンスク   | 1位     |         |         |         |         |
| JGP クールシュヴェル   | 1位     |         |         |         |         |
| ロシア選手権           |         | 2位     | 失格    | 失格    | 失格    |
| ロシアジュニア選手権   | 1位     |         |         |         |         |

### 詳細
- SP - ショートプログラム、FS - フリースケーティング

| 2021-2022 シーズン    |                                                          |         |          |          |
| 開催日                | 大会名                                                   | SP      | FS       | 結果     |
| 2022年3月25日 - 27日  | チャンネルワントロフィー（サランスク）                   | 1 83.63 | 2 173.88 | 2 257.51 |
| 2021年11月26日 - 28日 | ISUグランプリシリーズ ロステレコム杯（ソチ）             | 1 87.42 | 1 185.29 | 1 272.71 |
| 2021年10月29日 - 31日 | ISUグランプリシリーズ スケートカナダ（バンクーバー）     | 1 84.19 | 1 180.89 | 1 265.08 |
| 2021年10月7日 - 10日  | ISUチャレンジャーシリーズ フィンランディア杯（エスポー） | 3 74.93 | 1 174.31 | 1 249.24 |

| 2019-2020 シーズン   |                                                                 |         |          |          |
| 開催日               | 大会名                                                          | SP      | FS       | 結果     |
| 2020年3月2日 - 8日   | 2020年世界ジュニアフィギュアスケート選手権（タリン）            | 1 74.92 | 1 152.38 | 1 227.30 |
| 2019年12月5日 - 8日  | 2019/2020 ISUジュニアグランプリファイナル（トリノ）             | 4 69.02 | 1 138.45 | 1 207.47 |
| 2019年9月11日 - 14日 | 2019年ジュニアグランプリシリーズ ロシア杯（チェリャビンスク）   | 1 73.56 | 1 148.39 | 1 221.95 |
| 2019年8月21日 - 24日 | 2019年ジュニアグランプリシリーズ フランス杯（クールシュヴェル） | 3 62.31 | 1 138.40 | 1 200.71 |

| 2018-2019 シーズン   |                                      |         |          |          |
| 開催日               | 大会名                               | SP      | FS       | 結果     |
| 2019年3月14日 - 18日 | ロシアノービス選手権年長（トヴェリ） | 1 72.76 | 1 143.15 | 1 273.51 |

| 2016-2017 シーズン |                                        |         |         |          |
| 開催日             | 大会名                                 | SP      | FS      | 結果     |
| 2017年3月3日 - 7日 | ロシアノービス選手権年少（サランスク） | 3 48.50 | 1 92.05 | 1 188.15 |

| 2015-2016 シーズン |                                                  |         |         |           |
| 開催日             | 大会名                                           | SP      | FS      | 結果      |
| 2016年3月3日 - 7日 | ロシアノービス選手権年少（スタールイ・オスコル） | 5 43.06 | 7 77.57 | 11 143.03 |

## プログラム使用曲
- 背景が青い箇所は冬季オリンピックシーズン

| シーズン  | ショートプログラム | フリースケーティング                                                | エキシビション |
| --------- | --- | ------------------------------------------------------------------- | --- |
| 2021–22 · | In Memoriam 作曲：Kirill Richter                                                                                      | ボレロ 作曲：モーリス・ラヴェル                                     | Shutting Down Grace's Lab （映画「アバター」より）                                                                    |
| 2020–21   | Storm 作曲： エリック・ラドフォード                                                                                   | ボレロ 作曲：モーリス・ラヴェル                                     | — |
| 2019–20   | 鏡の中の鏡 作曲：アルヴォ・ペルト アラデール・ホール ( 映画『クリムゾン・ピークより』) 作曲：フェルナンド・ベラスケス | エクソジェネシス (脱出創世記) :交響曲第3部（あがない） 曲：ミューズ | スパルタクスとフリーギアのアダージョ 曲：アラム・ハチャトゥリアン                                                     |
| 2018–19   | 鏡の中の鏡 作曲：アルヴォ・ペルト アラデール・ホール ( 映画『クリムゾン・ピークより』) 作曲：フェルナンド・ベラスケス | スパルタクスとフリーギアのアダージョ 曲：アラム・ハチャトゥリアン   | 鏡の中の鏡 作曲：アルヴォ・ペルト アラデール・ホール ( 映画『クリムゾン・ピークより』) 作曲：フェルナンド・ベラスケス |
| 2017–18   | Ya Illahi 作曲：Саида Мухаметзянова Mosane 作曲：E.S.ポスチュマス                                                     | Vocea 曲：シルク・ドゥ・ソレイユ                                    | — |
| 2016–17   | Ya Illahi 作曲：Саида Мухаметзянова Mosane 作曲：E.S.ポスチュマスVocea 曲：シルク・ドゥ・ソレイユ                     | The Witch Song 曲：Aurea                                            | — |
| 2015–16   | 前奏曲作品32No.12嬰ト短調アレグロ 作曲：セルゲイ・ラフマニノフ                                                        | だったん人の踊り 曲：アレクサンドル・ボロディン                     | — |
| 2014–15   | — | 動物の謝肉祭第13曲白鳥 作曲：カミーユ・サン＝サーンス               | — |